# Danh sách tiểu hành tinh: 1201–1300
| Tên                | Tên đầu tiên | Ngày phát hiện       | Nơi phát hiện         | Người phát hiện          |
| ------------------ | ------------ | -------------------- | --------------------- | ------------------------ |
| 1201 Strenua       | 1931 RK      | 14 tháng 9 năm 1931  | Heidelberg            | K. Reinmuth              |
| 1202 Marina        | 1931 RL      | 13 tháng 9 năm 1931  | Crimea-Simeis         | G. N. Neujmin            |
| 1203 Nanna         | 1931 TA      | 5 tháng 10 năm 1931  | Heidelberg            | M. F. Wolf               |
| 1204 Renzia        | 1931 TE      | 6 tháng 10 năm 1931  | Heidelberg            | K. Reinmuth              |
| 1205 Ebella        | 1931 TB1     | 6 tháng 10 năm 1931  | Heidelberg            | K. Reinmuth              |
| 1206 Numerowia     | 1931 UH      | 18 tháng 10 năm 1931 | Heidelberg            | K. Reinmuth              |
| 1207 Ostenia       | 1931 VT      | 15 tháng 11 năm 1931 | Heidelberg            | K. Reinmuth              |
| 1208 Troilus       | 1931 YA      | 31 tháng 12 năm 1931 | Heidelberg            | K. Reinmuth              |
| 1209 Pumma         | 1927 HA      | 22 tháng 4 năm 1927  | Heidelberg            | K. Reinmuth              |
| 1210 Morosovia     | 1931 LB      | 6 tháng 6 năm 1931   | Crimea-Simeis         | G. N. Neujmin            |
| 1211 Bressole      | 1931 XA      | 2 tháng 12 năm 1931  | Algiers               | L. Boyer                 |
| 1212 Francette     | 1931 XC      | 3 tháng 12 năm 1931  | Algiers               | L. Boyer                 |
| 1213 Algeria       | 1931 XD      | 5 tháng 12 năm 1931  | Algiers               | G. Reiss                 |
| 1214 Richilde      | 1932 AA      | 1 tháng 1 năm 1932   | Heidelberg            | M. F. Wolf               |
| 1215 Boyer         | 1932 BA      | 19 tháng 1 năm 1932  | Algiers               | A. Schmitt               |
| 1216 Askania       | 1932 BL      | 29 tháng 1 năm 1932  | Heidelberg            | K. Reinmuth              |
| 1217 Maximiliana   | 1932 EC      | 13 tháng 3 năm 1932  | Uccle                 | E. Delporte              |
| 1218 Aster         | 1932 BJ      | 29 tháng 1 năm 1932  | Heidelberg            | K. Reinmuth              |
| 1219 Britta        | 1932 CJ      | 6 tháng 2 năm 1932   | Heidelberg            | M. F. Wolf               |
| 1220 Crocus        | 1932 CU      | 11 tháng 2 năm 1932  | Heidelberg            | K. Reinmuth              |
| 1221 Amor          | 1932 EA1     | 12 tháng 3 năm 1932  | Uccle                 | E. Delporte              |
| 1222 Tina          | 1932 LA      | 11 tháng 6 năm 1932  | Uccle                 | E. Delporte              |
| 1223 Neckar        | 1931 TG      | 6 tháng 10 năm 1931  | Heidelberg            | K. Reinmuth              |
| 1224 Fantasia      | 1927 SD      | 29 tháng 8 năm 1927  | Crimea-Simeis         | S. Beljavskij, N. Ivanov |
| 1225 Ariane        | 1930 HK      | 23 tháng 4 năm 1930  | Johannesburg          | H. van Gent              |
| 1226 Golia         | 1930 HL      | 22 tháng 4 năm 1930  | Johannesburg          | H. van Gent              |
| 1227 Geranium      | 1931 TD      | 5 tháng 10 năm 1931  | Heidelberg            | K. Reinmuth              |
| 1228 Scabiosa      | 1931 TU      | 5 tháng 10 năm 1931  | Heidelberg            | K. Reinmuth              |
| 1229 Tilia         | 1931 TP1     | 9 tháng 10 năm 1931  | Heidelberg            | K. Reinmuth              |
| 1230 Riceia        | 1931 TX1     | 9 tháng 10 năm 1931  | Heidelberg            | K. Reinmuth              |
| 1231 Auricula      | 1931 TE2     | 10 tháng 10 năm 1931 | Heidelberg            | K. Reinmuth              |
| 1232 Cortusa       | 1931 TF2     | 10 tháng 10 năm 1931 | Heidelberg            | K. Reinmuth              |
| 1233 Kobresia      | 1931 TG2     | 10 tháng 10 năm 1931 | Heidelberg            | K. Reinmuth              |
| 1234 Elyna         | 1931 UF      | 18 tháng 10 năm 1931 | Heidelberg            | K. Reinmuth              |
| 1235 Schorria      | 1931 UJ      | 18 tháng 10 năm 1931 | Heidelberg            | K. Reinmuth              |
| 1236 Thaïs         | 1931 VX      | 6 tháng 11 năm 1931  | Crimea-Simeis         | G. N. Neujmin            |
| 1237 Geneviève     | 1931 XB      | 2 tháng 12 năm 1931  | Algiers               | G. Reiss                 |
| 1238 Predappia     | 1932 CA      | 4 tháng 2 năm 1932   | Pino Torinese         | L. Volta                 |
| 1239 Queteleta     | 1932 CB      | 4 tháng 2 năm 1932   | Uccle                 | E. Delporte              |
| 1240 Centenaria    | 1932 CD      | 5 tháng 2 năm 1932   | Hamburg-Bergedorf     | R. Schorr                |
| 1241 Dysona        | 1932 EB1     | 4 tháng 3 năm 1932   | Johannesburg          | H. E. Wood               |
| 1242 Zambesia      | 1932 HL      | 28 tháng 4 năm 1932  | Johannesburg          | C. Jackson               |
| 1243 Pamela        | 1932 JE      | 7 tháng 5 năm 1932   | Johannesburg          | C. Jackson               |
| 1244 Deira         | 1932 KE      | 25 tháng 5 năm 1932  | Johannesburg          | C. Jackson               |
| 1245 Calvinia      | 1932 KF      | 26 tháng 5 năm 1932  | Johannesburg          | C. Jackson               |
| 1246 Chaka         | 1932 OA      | 23 tháng 7 năm 1932  | Johannesburg          | C. Jackson               |
| 1247 Memoria       | 1932 QA      | 30 tháng 8 năm 1932  | Uccle                 | M. Laugier               |
| 1248 Jugurtha      | 1932 RO      | 1 tháng 9 năm 1932   | Johannesburg          | C. Jackson               |
| 1249 Rutherfordia  | 1932 VB      | 4 tháng 11 năm 1932  | Heidelberg            | K. Reinmuth              |
| 1250 Galanthus     | 1933 BD      | 25 tháng 1 năm 1933  | Heidelberg            | K. Reinmuth              |
| 1251 Hedera        | 1933 BE      | 25 tháng 1 năm 1933  | Heidelberg            | K. Reinmuth              |
| 1252 Celestia      | 1933 DG      | 19 tháng 2 năm 1933  | Oak Ridge Observatory | F. L. Whipple            |
| 1253 Frisia        | 1931 TV1     | 9 tháng 10 năm 1931  | Heidelberg            | K. Reinmuth              |
| 1254 Erfordia      | 1932 JA      | 10 tháng 5 năm 1932  | La Plata Observatory  | J. Hartmann              |
| 1255 Schilowa      | 1932 NC      | 8 tháng 7 năm 1932   | Crimea-Simeis         | G. N. Neujmin            |
| 1256 Normannia     | 1932 PD      | 8 tháng 8 năm 1932   | Heidelberg            | K. Reinmuth              |
| 1257 Móra          | 1932 PE      | 8 tháng 8 năm 1932   | Heidelberg            | K. Reinmuth              |
| 1258 Sicilia       | 1932 PG      | 8 tháng 8 năm 1932   | Heidelberg            | K. Reinmuth              |
| 1259 Ógyalla       | 1933 BT      | 29 tháng 1 năm 1933  | Heidelberg            | K. Reinmuth              |
| 1260 Walhalla      | 1933 BW      | 29 tháng 1 năm 1933  | Heidelberg            | K. Reinmuth              |
| 1261 Legia         | 1933 FB      | 23 tháng 3 năm 1933  | Uccle                 | E. Delporte              |
| 1262 Sniadeckia    | 1933 FE      | 23 tháng 3 năm 1933  | Uccle                 | S. J. Arend              |
| 1263 Varsavia      | 1933 FF      | 23 tháng 3 năm 1933  | Uccle                 | S. J. Arend              |
| 1264 Letaba        | 1933 HG      | 21 tháng 4 năm 1933  | Johannesburg          | C. Jackson               |
| 1265 Schweikarda   | 1911 MV      | 18 tháng 10 năm 1911 | Heidelberg            | F. Kaiser                |
| 1266 Tone          | 1927 BD      | 23 tháng 1 năm 1927  | Tokyo                 | O. Oikawa                |
| 1267 Geertruida    | 1930 HD      | 23 tháng 4 năm 1930  | Johannesburg          | H. van Gent              |
| 1268 Libya         | 1930 HJ      | 29 tháng 4 năm 1930  | Johannesburg          | C. Jackson               |
| 1269 Rollandia     | 1930 SH      | 20 tháng 9 năm 1930  | Crimea-Simeis         | G. N. Neujmin            |
| 1270 Datura        | 1930 YE      | 17 tháng 12 năm 1930 | Williams Bay          | G. Van Biesbroeck        |
| 1271 Isergina      | 1931 TN      | 10 tháng 10 năm 1931 | Crimea-Simeis         | G. N. Neujmin            |
| 1272 Gefion        | 1931 TZ1     | 10 tháng 10 năm 1931 | Heidelberg            | K. Reinmuth              |
| 1273 Helma         | 1932 PF      | 8 tháng 8 năm 1932   | Heidelberg            | K. Reinmuth              |
| 1274 Delportia     | 1932 WC      | 28 tháng 11 năm 1932 | Uccle                 | E. Delporte              |
| 1275 Cimbria       | 1932 WG      | 30 tháng 11 năm 1932 | Heidelberg            | K. Reinmuth              |
| 1276 Ucclia        | 1933 BA      | 24 tháng 1 năm 1933  | Uccle                 | E. Delporte              |
| 1277 Dolores       | 1933 HA      | 18 tháng 4 năm 1933  | Crimea-Simeis         | G. N. Neujmin            |
| 1278 Kenya         | 1933 LA      | 15 tháng 6 năm 1933  | Johannesburg          | C. Jackson               |
| 1279 Uganda        | 1933 LB      | 15 tháng 6 năm 1933  | Johannesburg          | C. Jackson               |
| 1280 Baillauda     | 1933 QB      | 18 tháng 8 năm 1933  | Uccle                 | E. Delporte              |
| 1281 Jeanne        | 1933 QJ      | 25 tháng 8 năm 1933  | Uccle                 | S. J. Arend              |
| 1282 Utopia        | 1933 QM1     | 17 tháng 8 năm 1933  | Johannesburg          | C. Jackson               |
| 1283 Komsomolia    | 1925 SC      | 25 tháng 9 năm 1925  | Crimea-Simeis         | V. Albitskij             |
| 1284 Latvia        | 1933 OP      | 27 tháng 7 năm 1933  | Heidelberg            | K. Reinmuth              |
| 1285 Julietta      | 1933 QF      | 21 tháng 8 năm 1933  | Uccle                 | E. Delporte              |
| 1286 Banachiewicza | 1933 QH      | 25 tháng 8 năm 1933  | Uccle                 | S. J. Arend              |
| 1287 Lorcia        | 1933 QL      | 25 tháng 8 năm 1933  | Uccle                 | S. J. Arend              |
| 1288 Santa         | 1933 QM      | 26 tháng 8 năm 1933  | Uccle                 | E. Delporte              |
| 1289 Kutaïssi      | 1933 QR      | 19 tháng 8 năm 1933  | Crimea-Simeis         | G. N. Neujmin            |
| 1290 Albertine     | 1933 QL1     | 21 tháng 8 năm 1933  | Uccle                 | E. Delporte              |
| 1291 Phryne        | 1933 RA      | 15 tháng 9 năm 1933  | Uccle                 | E. Delporte              |
| 1292 Luce          | 1933 SH      | 17 tháng 9 năm 1933  | Uccle                 | F. Rigaux                |
| 1293 Sonja         | 1933 SO      | 16 tháng 9 năm 1933  | Uccle                 | E. Delporte              |
| 1294 Antwerpia     | 1933 UB1     | 24 tháng 10 năm 1933 | Uccle                 | E. Delporte              |
| 1295 Deflotte      | 1933 WD      | 25 tháng 11 năm 1933 | Algiers               | L. Boyer                 |
| 1296 Andrée        | 1933 WE      | 25 tháng 11 năm 1933 | Algiers               | L. Boyer                 |
| 1297 Quadea        | 1934 AD      | 7 tháng 1 năm 1934   | Heidelberg            | K. Reinmuth              |
| 1298 Nocturna      | 1934 AE      | 7 tháng 1 năm 1934   | Heidelberg            | K. Reinmuth              |
| 1299 Mertona       | 1934 BA      | 18 tháng 1 năm 1934  | Algiers               | G. Reiss                 |
| 1300 Marcelle      | 1934 CL      | 10 tháng 2 năm 1934  | Algiers               | G. Reiss                 |